# Barnabotti

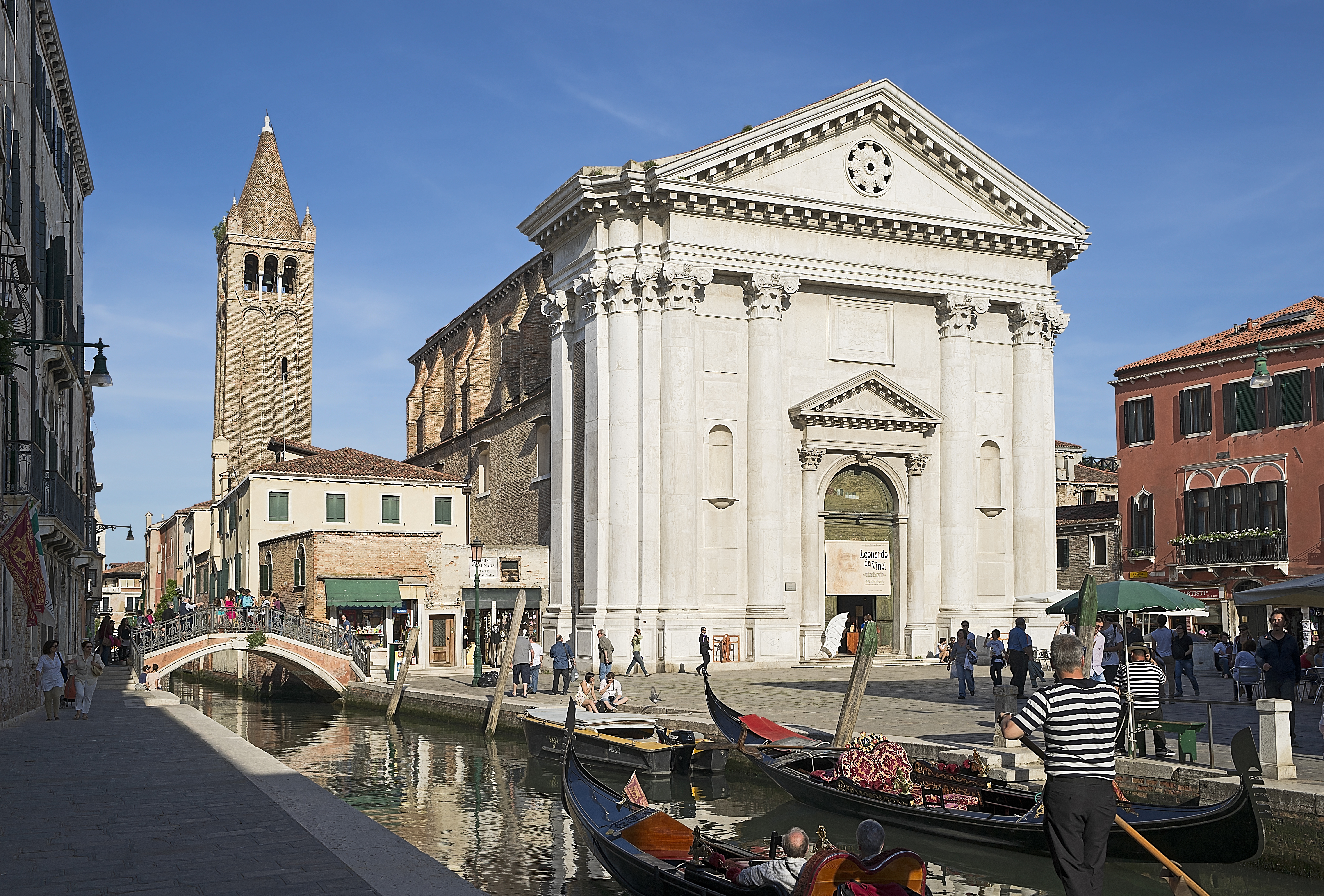
Le quartier de San Barnabà donne son nom aux barnabotti.

Les barnabotti sont des nobles indigents de la république de Venise.
Au XVIIIe siècle, le développement de cette classe de patriciens pauvres mais politiquement influents contribue à la décadence et la chute de Venise.

## Historique
Appartenant à des familles inscrites au Livre d'or de la noblesse, les barnabotti sont des « patriciens de Venise ». Ils en détiennent tous les droits, en particulier celui de siéger au Grand conseil ou « Conseil majeur », assemblée qui régit le sort de la Sérénissime République.
Le nom désigne cependant une classe de patriciens économiquement faibles, certains ruinés, bénéficiant d'une allocation du Sénat de Venise. Le modeste montant de ce subside les contraint à faire appel à la générosité de nobles plus riches et les amène à marchander la seule chose qu'ils possèdent : leurs suffrages au Conseil.
Progressivement, le nombre croissant des barnabotti en fait ainsi une faction importante et leur donne un poids politique considérable, entraînant des rivalités, des tensions et une instabilité de fait dans un état dont la puissance se désagrège.
Évoquant les barnabotti, l'historien anglais Stuart Joseph Woolf observe que « la République vénitienne se décomposait de l'intérieur bien avant que les armées françaises franchissent ses frontières ».

## Origine du surnom

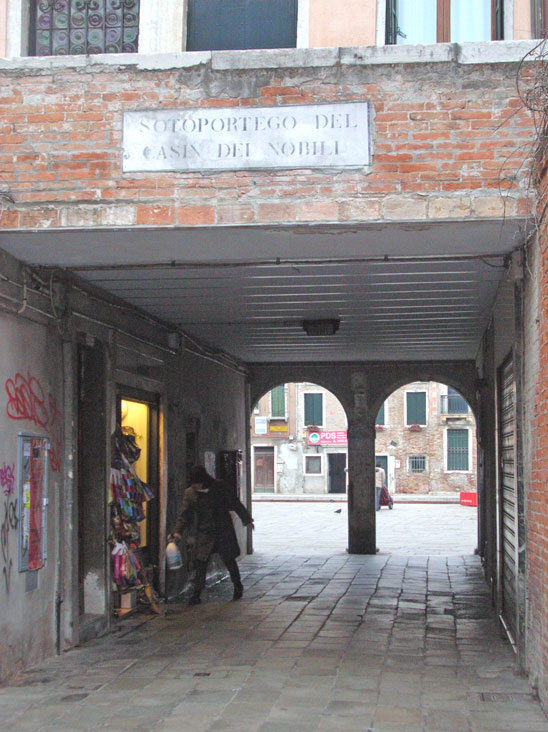
Sotoportego del casin dei Nobili
(campo San Barnaba, Dorsoduro).

Les barnabotti tiennent ce surnom du fait qu'ils habitent près de la place San Barnaba, dans le quartier de Dorsoduro, où de petites maisons leur sont allouées par la République.
Encore aujourd'hui, leur souvenir y est présent à travers le nom d'un passage, le sotoportego del Casin dei Nobili (« passage de la petite maison des nobles »), témoignage d'un établissement de plaisir qui leur était réservé.